# Joseph Paul Sedeler
Joseph Paul Sedeler (tschechisch Josef Pavel Seddeler; * 25. Januar 1735 in der Prager Neustadt; † 4. September 1776 ebenda?) war Weihbischof in Prag und Rektor der Karls-Universität Prag.

## Leben
Joseph Paul Sedeler oder Seddeler wurde am 25. Januar 1735 in der Prager Neustadt getauft. Am 18. Dezember 1757 zum Priester geweiht, war er später Dechant in Trautenau. 1769 erhielt er eine Domherrenstelle am Metropolitankapitel bei St. Veit in Prag. 1774 wurde er in Prag zum Doktor der Theologie promoviert und am 9. Dezember 1774 Rektor der Karlsuniversität. Am 11. September 1775 wurde er zum Bischof von Lycopolis und Weihbischof in Prag ernannt und am 13. September konsekriert. Als Beneficium erhielt er im selben Jahr die Stelle des (nicht residierenden) Dekans des Kollegiatstiftes zu St. Cosmas und Damian in Altbunzlau (Stará Boleslav).